# Resolució 943 del Consell de Seguretat de les Nacions Unides
La Resolució 943 del Consell de Seguretat de les Nacions Unides fou adoptada el 23 de setembre de 1994. Després de reafirmar totes les resolucions del Consell de Seguretat sobre la situació a Bòsnia i Hercegovina, el Consell va suspendre algunes restriccions contra la República Federal de Iugoslàvia (Sèrbia i Montenegro) i va debatre sobre el tancament de la frontera entre tots dos països.
El Consell de Seguretat va acollir amb beneplàcit la decisió de Sèrbia i Montenegro sobre l'acord territorial proposat per a Bòsnia i Hercegovina i la decisió dels dos estats de seguir mantenint el tancament fronterer entre els dos països, excloent l'ajuda humanitària. Actuant sota el Capítol VII de la Carta de les Nacions Unides, es va decidir suspendre les mesures següents contra Sèrbia i Montenegro per un període inicial de 100 dies si ambdues parts estaven implementant plenament el tancament fronterer:
(a) restriccions en les resolucions 757 (1992) i 820 (1993) associades amb avions;
(b) restriccions relatives al servei de transbordadors entre Bar (Montenegro) i Bari, Itàlia;
(c) mesures relacionades amb l'esport i els intercanvis culturals.
El Comitè del Consell de Seguretat establert a la Resolució 724 (1991) es va encarregar de simplificar els procediments per fer front a les sol·licituds d'assistència humanitària. Finalment, es va demanar al Secretari General Boutros Boutros-Ghali que informe cada 30 dies sobre si els dos països segueixen implementant el tancament de la frontera i es va anunciar que la suspensió de les restriccions es cancel·laria al cinquè dia laborable després de l'informe del secretari general si el tancament de la frontera no estava implementat.
La resolució 943 va ser aprovada per 11 vots a favor i dos en contra (Djibouti, Pakistan) i dues abstencions de Nigèria i Ruanda.